# Arrondissement Laon
Arrondissement Laon (fr. Arrondissement de Laon) je správní územní jednotka ležící v departementu Aisne a regionu Hauts-de-France ve Francii. Člení se dále na 9 kantonů a 278 obcí.

## Kantony
od roku 2015:
- Chauny
- Fère-en-Tardenois (část)
- Guignicourt
- Laon-1
- Laon-2
- Marle (část)
- Tergnier
- Vervins (část)
- Vic-sur-Aisne (část)

před rokem 2015:
- Anizy-le-Château
- Chauny
- Coucy-le-Château-Auffrique
- Craonne
- Crécy-sur-Serre
- La Fère
- Laon-Nord
- Laon-Sud
- Marle
- Neufchâtel-sur-Aisne
- Rozoy-sur-Serre
- Sissonne
- Tergnier